# Robert Mintkiewicz
Robert Mintkiewicz (Douchy-les-Mines, 14 oktober 1947) is een Frans voormalig wielrenner.

## Carrière
Mintkiewicz won verschillende semi-klassiekers waaronder de Ster van Bessèges en GP Denain. Daarnaast nam hij in de jaren '70 verschillende keren deel aan de Ronde van Frankrijk. Hij reed daarnaast een aantal klassiekers zonder grote resultaten.

## Erelijst
1969
GP de Lillers
1972
3e etappe deel a Vierdaagse van Duinkerken
1973
Ster van Bessèges
2e etappe Tour du Nord
Circuit des Boucles de la Seine
1974
1e etappe Ronde van de Oise
Algemeen klassement Ronde van de Oise
1975
1e etappe Ronde van de Sarthe
1977
GP Denain

## Resultaten in de voornaamste wedstrijden
| Jaar | Ronde van Italië | Ronde van Frankrijk | Ronde van Spanje |
| ---- | ---------------- | ------------------- | ---------------- |
| 1971 |                  | 84e                 |                  |
| 1972 |                  | 87e                 |                  |
| 1973 |                  | 80e                 |                  |
| 1974 |                  | 87e                 |                  |
| 1975 |                  | 53e                 |                  |
| 1976 |                  | 49e                 |                  |
| 1977 |                  | buiten tijd         |                  |
| 1978 |                  |                     |                  |
| 1979 |                  | opgave              |                  |

| Jaar | Milaan-San Remo | Ronde van Vlaanderen | Parijs-Roubaix |
| ---- | --------------- | -------------------- | -------------- |
| 1971 |                 |                      |                |
| 1972 |                 |                      | 43e            |
| 1973 |                 |                      | 33e            |
| 1974 |                 | 51e                  | 26e            |
| 1975 |                 |                      | 30e            |
| 1976 | 20e             |                      |                |
| 1977 |                 |                      |                |
| 1978 |                 |                      |                |
| 1979 |                 |                      |                |

Wielerploegen van Robert Mintkiewicz
Abrahamian ·
Blevin ·
Bon · 
Catieau · 
Crépel ·
Delberghe ·
Denhez ·
Dewaele ·
Ducasse ·
Etter ·
Gilson ·
Graczyk ·
Guiot ·
B. Guyot · 
C. Guyot ·
Hamy ·
Heintz ·
Maho ·
Mintkiewicz · 
Panagiotis ·
Pérez ·
Quinchon ·
Ravaleu ·
Rébillard ·
Theillière ·
Van de Gehuchte ·
Van Impe ·
Wilhelm · 
Zimmermann
Abrahamian ·
Aimar ·
Bellone · 
Billard ·
Brouwer (tot 15/04) ·
Catieau · 
Dewaele ·
Jensen (tot 31/03) ·
Graczyk ·
B. Guyot · 
C. Guyot ·
Heintz ·
Hendrickx ·
Hoban ·
Jansen ·
Lapébie ·
Mintkiewicz · 
Ravaleu ·
Rébillard ·
Ricci ·

Riotte ·
Teirlinck ·
Theillière ·
Van de Gehuchte ·
Van Impe ·
Wilhelm
Aimar ·
Bellone · 
Bernard ·
Catieau · 
Demeyer ·
Guyot · 
Hézard ·
Hoban ·
Jansen ·
Lapébie ·
Mintkiewicz · 
Molineris ·
Rébillard ·
Ricci ·
Riotte ·
Sanquer ·
Teirlinck ·
Van de Gehuchte ·
Van Impe ·
Van Ryckeghem
Blain · 
Botherel ·
Buslot ·
Catieau · 
Delchambre ·
Fin ·
Guillaume · 
Guyot · 
Hézard ·
Mintkiewicz · 
Molineris ·
Pustjens · 
Rabaute ·
Rébillard ·
Ricci ·
Riotte ·
Roques ·
Sanquer ·
Teirlinck ·
Van Impe ·
Van Ryckeghem
Besnard · 
Botherel ·
De Cauwer · 
Dillen ·
Guillemot · 
Guyot · 
Hézard ·
Hubschmid ·
Magni ·
Mintkiewicz · 
Riotte ·
Roques ·
Savary · 
Tabak ·
Teirlinck ·
Tollet ·
Van Impe ·
Van Neste ·
Wilhelm ·
Zweifel
Besnard · 
Botherel ·
De Cauwer · 
Dillen ·
Julien ·
Largeau ·
Le Guilloux ·
Martin ·
Martínez ·
Mattioda ·
McVilly ·
Mintkiewicz · 
Noguès ·
Teirlinck ·
Tollet ·
Van Impe ·
Van Neste ·
Wright ·
Hinault (stagiair)
Arbès · 
Ceulen ·
Chalmel ·
Chassang ·
De Temmerman ·
Dillen ·
Hinault · 
Karstens ·
Lapébie ·
Le Guilloux ·
Leleu ·
Martin ·
Mariano Martínez ·
Martin Martínez ·
Mintkiewicz · 
Quilfen ·
A. Santy ·
G. Santy ·
Teirlinck ·
Van Impe · 

Meslet (stagiair)
Arbès · 
Bossis ·
Chalmel ·
Chassang ·
Dillen ·
Fussien ·
Guimard (tot 15/02) ·
Hinault · 
Leleu ·
Martin ·
Meslet ·
Mintkiewicz · 
Quilfen ·
Santy ·
Teirlinck ·
Van Impe ·
Vasseur ·
Villemiane
Arbès ·
Berland ·
Bossis ·
Chalmel ·
Chassang ·
Chaumaz ·
Cluzaud ·
Hinault · 
Meslet ·
Mintkiewicz · 
Moneyron ·
Perin ·
Quilfen ·
Teirlinck ·
Vasseur ·
Villemiane
Bruyère ·
De Beule ·
Deschoenmaecker ·
Dillen ·
Janssens ·
Laurens ·
Loos ·
Martens ·
Martin ·
Merckx (tot 17/05) ·
Mintkiewicz ·
Walter Planckaert ·
Willy Planckaert ·
Schepers ·
Van Calster · 
F. Van Impe ·
L. Van Impe
Bellet ·
De Haes ·
Heirweg ·
Jiménez ·
Maas ·
Mintkiewicz ·
Nulens ·
Ongenae ·
Pevenage ·
Schepers ·
Schönbacher ·
Stamsnijder ·
Tackaert ·
Thoelen ·
Van Calster · 
Van Heer ·
Vandersnickt · 
Verbrugge